# Archaeoprepona meander
Espèce
Archaeoprepona meander est une espèce de lépidoptères diurnes de la famille des Nymphalidae, de la sous-famille des Charaxinae et du genre Archaeoprepona.

## Dénomination
Archaeoprepona meander a été décrit par l'entomologiste hollandais Pieter Cramer en 1775 sous le nom de Papilio meander.
Synonyme : Prepona meander ; Brown & Mielke, 1967.

### Sous-espèces
- Archaeoprepona meander meander; présent au Surinam.
- Archaeoprepona meander castorina (May, 1932); présent au Brésil.
- Archaeoprepona meander megabates (Fruhstorfer, 1916); présent à Panama, en Colombie, en Bolivie, au Pérou
- Archaeoprepona meander phoebus (Boisduval, 1870); présent au Mexique, au Honduras[1].

### Noms vernaculaires
Archaeoprepona meander se nomme Meander Leafwing ou Three-toned Prepona en anglais.

## Description
Archaeoprepona meander est un grand papillon aux ailes antérieures à bord costal bossu, apex arrondi, bord externe concave.
Le dessus est marron foncé presque noir barré aux ailes antérieures et aux ailes postérieures d'une large bande bleu turquoise.
Le revers est jaune pâle nacré dans la partie basale, ocre jaune dans la partie distale avec une séparation nette presque rectiligne.

## Biologie

### Plantes hôtes
La chenille se nourrit d'annonacées.

## Écologie et distribution
Archaeoprepona meander est présent au Mexique, au Honduras, à Panama, en Colombie, au Surinam, en Équateuren Bolivie, au Pérou et au Brésil,.

## Protection
Pas de statut de protection particulier.